# 切爾內利夫-羅斯基
49°32′53″N 25°45′26″E / 49.54806°N 25.75722°E

切爾內利夫-羅斯基（羅馬化：Cherneliv-Ruskyi）是烏克蘭的村落，位於該國西部捷爾諾波爾州，由捷爾諾波爾區負責管轄，處於赫尼茲納河畔，始建於十七世紀，面積1.02平方公里，2001年人口771。